# Auersmacher
Auersmacher (en sarrois Auerschmacher) est un ortsteil (quartier) de la commune allemande de Kleinblittersdorf, en Sarre. C'était une commune à part entière jusqu'en 1973.

## Histoire
La première mention écrite connue de Auersmacher, remonte à 777 dans un acte de Fulrad, abbé de Saint-Denis et conseiller de Charlemagne, sous la forme latinisée Aurica Machera.
Auersmacher appartient initialement au duché de Lorraine puis, à la suite de son intégration, au royaume de France.
En 1792, à la suite de la Première Coalition, la région est occupée par les troupes françaises puis, avec le traité de Campo-Formio en 1797, est annexée. Entre 1798 et 1814 Auersmacher fait partie du canton de Sankt Arnual au sein du département français de la Sarre.
Avec le Traité de Paris du 30 mai 1814 les cantons de Sarrebruck et de Sankt Arnual ainsi qu'une partie de celui de Lebach restent à la France. Après la défaite de Napoléon à la bataille de Waterloo un nouveau traité de Paris est signé le 20 novembre 1815 et la souveraineté de la ville doit être transférée au royaume de Prusse mais le traité est ambigu et la situation est clarifiée à la suite de la Convention du 23 octobre 1829 entre la France et la Prusse. La Sarre et la Blies marquent la frontière entre les deux pays et la commune est intégrée à l'arrondissement de Sarrebruck, dans le district de Trèves.
Au début de la Seconde Guerre mondiale, la commune est un des premiers objectifs militaires de l'Offensive de la Sarre. Le 9 septembre 1939, les troupes françaises franchissent la Sarre à Sarreguemines, quelques kilomètres en contrebas du village. Dans la matinée, plusieurs milliers d'hommes se mettent en position au sud d'Auersmacher : les fantassins du 170e RI et les chars de combat du 22e BCC. Montés en direction de la commune protégés par la forêt, dans l'après-midi, les Français subissent une contre-offensive allemande aux alentours du village qui tombe rapidement aux mains françaises. Quelques semaines plus tard, le repli de l'Armée française derrière la ligne Maginot entrainera la libération d'Auersmacher.
À la suite de la réorganisation des communes allemandes le 1er janvier 1974, Auersmacher forme avec Bliesransbach, Klenblittersdorf, Rilchingen-Hanweiler et Sitterswald la commune de Kleinblittersdorf.